# Mary Ellen Weberová
Mary Ellen Weberová (*24. srpna 1962 v Clevelandu, stát Ohio, USA), americká vědecká a řídící činitelka a kosmonautka. Ve vesmíru byla dvakrát.

## Život

### Studium a zaměstnání
Absolvovala střední školu Bedford High School v městě Bedford a pak pokračovala ve studiu na Purdueově univerzitě. Ukončila jej v roce 1980. Pak studovala na Kalifornské univerzitě v Berkeley, kde v roce 1988 získala doktorát.
Od roku 1992 byla po nezbytném zácviku členkou jednotky kosmonautů v Houstonu u agentury NASA. Zůstala zde 10 let.

### Lety do vesmíru
Na oběžnou dráhu se v raketoplánech dostala dvakrát s funkcí letové specialistky a strávila ve vesmíru 18 dní, 18 hodin a 29 minut. Pracovala i na orbitální stanici ISS.
Byla 328. člověkem ve vesmíru, 29. ženou.
- STS-70 Discovery (13. červenec 1995 – 22. červenec 1995)
- STS-101 Atlantis (19. květen 2000 – 29. květen 2000)